# 須佐男命いか
須佐男命いか（すさみこといか）とは、山口県萩市須佐地区（旧須佐町）に水揚げされる、活きた状態の剣先イカのローカルブランド名である。
2000年、水産庁の「意欲と能力のある担い手育成計画モデル事業」に指定され、2カ年計画で試験的に7月から10月までの間「直売市」を開催し、「イカ祭り」等の催しなどをしたのが、きっかけである。
マスコミ取材やくちコミも広がり、「活イカ直売市」「イカのまち"須佐"」という盛り上がりを、港地区の活性化につなげたいと同地区「須佐一本釣り船団」等の漁業者が立ち上がり、ブランド化をすすめる母体となって、2006年4月28日「須佐 男命いか」を商標登録した（登録商標日本4947747号、登録団体は山口県漁業協同組合）。
山口県の日本海側（萩市・長門市）は、剣先イカの水揚げでは佐賀県に次ぎ全国2位であり、活きた剣先イカの価値が近年注目されるに連れて、取引も増え「活き」ブランドが注目されている。同地区はイカ一本釣り漁業者の比率が高く、水揚げ量の落ちる冬場もイカを追いかけることから、活イカの盛んな佐賀県呼子などの企業からも取引が多い。
「須佐男命いか」は、周辺地域が「鮮イカ」（箱詰めされて死んだ状態のイカ）にもブランド名を付加して販売しようとしているのに対して、一貫して「活き」にこだわり、その価値と味を消費者に伝えるべく、漁師が主体となって盛り上げる地域ブランドとして現在も成長している。
イメージキャラクターは須佐町の地名の由来にもなっている須佐之男命を題材とした「みことくん」と、高山黄帝社の守護神「黄帝」を題材とした「こうていさま」。PR用のテーマソングを地元出身のきただにひろしが手がけているほか、動画共有サービス「Zoome」を利用した萌え絵「漁師っ娘キャラクターコンテスト」も行われた。